# 让·德贝当古
让·德贝当古（法語：Jean de Béthencourt，發音：[ʒɑ̃ də betɑ̃kuʁ]；1362年—1425年)，法国诺曼人探险家，加那利群岛首个欧洲殖民统治者。他于1402年发现加那利群岛，并率先在兰萨罗特岛北岸登陆。他以此为据点，又为卡斯蒂利亚王国征服富埃特文图拉岛和耶罗岛，驱逐和同化当地的原住民关切人，建立加那利群岛殖民地。贝当古后被罗马教皇授予“加那利群岛国王”的头衔，但他承认卡斯蒂利亚王国对加那利群岛的最高统治权。

## 对加那利群岛的征服

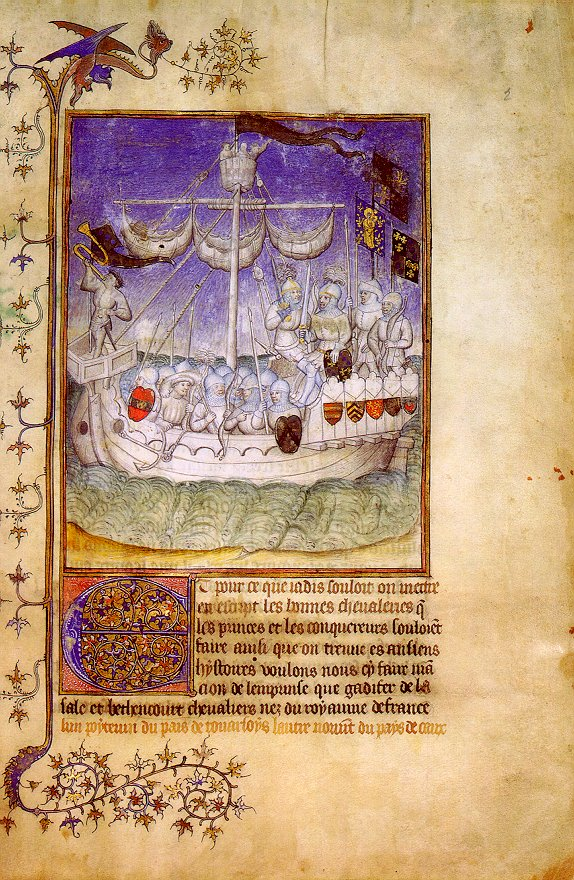
1420年诺曼人远征队中的一只船，摘自《加那利》

### 探险前的准备
为了筹集探险资金，1401年12月，让·德贝当古出售了他在巴黎价值200金法郎的房屋和一些不动产。他的叔叔罗伯特·德布拉蒙（Robert de Braquemont）又借贷给他5000英镑（后来又追加了2000英镑）。
1402年5月1日，贝当古和另一位曾与他一起在突尼斯战斗的战友戈迪菲·德拉萨莱一起从法国的拉罗歇尔启航了。船员约有280人，其中大多是加斯科涅和诺曼人探险者，还包括两名神职人员：圣方济各会的神父皮埃尔·邦蒂尔（Pierre Bontier）和后来成为富埃特文图拉岛牧师的让·勒韦里耶（Jean le Verrier），以及两名以前被海盗绑架到欧洲来，现已接受基督教洗礼的加那利原住民关切人——阿方索（Alfonso）和伊莎贝尔（Isabel）。舰队在西班牙的加的斯做了离开欧洲大陆前的最后休整，停留了数周。大多数船员对此次充满未知风险和不确定因素的航行表示恐惧，于是出现了非常严重的脱逃现象，最后只剩下了贝当古、德拉萨莱和忠于他们的53名船员。1402年7月，船队从加的斯启航前往加那利群岛。

### 兰萨罗特岛的征服
1402年7月底，让·德贝当古的船队在加那利群岛最东北的岛屿——当地原住民称之为“Titeroygatra”的兰萨罗特岛登陆了。那两名曾被海盗绑架到欧洲的关切人也正是以前兰萨罗特岛的居民，通过这两名中介人，最初贝当古和关切人的接触是友好的。贝当古试图告诉当地关切人土著领袖瓜达尔菲亚，他们来并不是为了捕捉奴隶的，并说服领袖将13世纪热那亚探险家兰塞洛托·马洛塞洛（该岛即以他名字命名）在该岛建立的一个堡垒借给他们，用来建立一个新的为征服富埃特文图拉岛做准备的训练营地。但贝当古的追随者们太少了，他的同伴、追随者较多的德拉萨莱当上了这里的“临时总督”，两派殖民者也从此埋下了仇恨的种子。而贝当古则为了更好的征服富埃特文图拉岛，离开加那利，前往加的斯寻求卡斯蒂利亚王国国王恩里克三世的支持和援助。恩里克三世同意援助他们的殖民事业，但也要求加那利群岛的统治者必须向卡斯蒂利亚王国效忠作为交换条件。但在双方签署合约的时候，贝当古只写下了自己的名字，而未提及他的伙伴德拉萨莱。后来贝当古用这一合法的手段，夺取了德拉萨莱在兰萨罗特岛的统治权。
在贝当古离开加那利群岛后，德拉萨莱前往兰萨罗特岛南边的小岛洛波斯岛进行探索，并猎杀当地的僧海豹制作生活所需要的皮革品。这时，一名叫贝尔丁·德贝尔内瓦尔（Bertín de Berneval）的探险队员趁机在兰萨罗特岛发动了叛乱，叛乱者洗劫和破坏了兰萨罗特岛的营地，并且利用原住民对殖民者的信任，诱拐了一些当地的岛民成为奴隶。叛乱者还撤走了所有的船，离开加那利群岛返回欧洲，这使得德拉萨莱被困在了洛波斯岛上，后来一艘碰巧路过的西班牙商船救下了德拉萨莱，才使他免于饿死荒岛的命运，安全返回了兰萨罗特岛。但此时，由于造反者所做的暴力行为，使欧洲人与关切人的关系日趋紧张，战争一触即发。此时，殖民者得到了一个与瓜达尔菲亚敌对的部落领袖阿琛（Atchen）的援助，他为了赢得更多的权力，投靠了殖民者并活捉了瓜达尔菲亚。瓜达尔菲亚被捕后试图逃走但未成功。后来，原住民试图通过掠夺食物和物资的方式赶走和击溃殖民者，但这一计划随着1403年7月1日贝当古的归来而彻底破灭了。贝当古带来了新的补给物资和一支装备精良的西班牙士兵队伍，原住民的处境变得愈加绝望。最后，瓜尔达菲亚部落和其仅剩的18名部落同胞只好宣布投降，并接受了基督教洗礼。
两名神职人员为这些关切人进行了洗礼，基督教原则上是不能为奴隶进行洗礼的，这意味着他们将不会成为奴隶，这对于他们来说反而成为了一种保护。后来教皇本笃十三世将兰萨罗特岛定为主教区，1417年，这里迎来了第一任主教阿方索·圣卢卡尔·德巴拉梅达（Alfonso Sanlúcar de Barrameda）。

### 富埃特文图拉岛的征服
在贝当古不在加那利群岛的时候，德拉萨莱就曾尝试利用兰萨罗特岛南方的营地作为据点，通过两岛之间的小岛洛波斯作为通道来进攻富埃特文图拉岛，但无功而返。1404年，贝当古带着援兵和物资返回加那利之后，西班牙殖民者的实力变得更为强大，他们甚至在富埃特文图拉岛上架起了两座炮台。富埃特文图拉岛的关切人分裂为两个部落，由古伊塞（Guize）领导的马索拉塔（Maxorata）部落和由阿约塞（Ayoze）领导的甘迪亚（Gandía）部落。在几次部落冲突中造成了不少伤亡，使原住民的力量大打折扣。另外，前兰萨罗特岛部落领袖、后投降了西班牙人的瓜尔达菲亚也在征服该岛过程中给予了很多帮助。终于，原住民无法抵挡殖民者的进攻败下阵来，古伊塞和他的部落于1405年1月18日接受了基督教的洗礼，1月25日阿约塞的部落也宣布投降。他们也都被允许回到各自领地，负责管理自己的部落原住民。贝当古还和德拉萨莱一起在富埃特文图拉岛上建立了一个殖民地作为临时首都，以贝当古的名字命名为贝坦库里亚。

### 戈梅拉岛的征服
戈梅拉岛有四个强大的部落，坐落在深谷和高山之中，征服难度十分大。这四个部落分别是阿尔瓜博塞克（Alguabozeque）领导的阿加纳（Agana）部落、阿利亚加尔（Alhagal）领导的伊帕兰（Hipalán）部落、阿贝尔贝克耶（Aberbequeye）领导的马拉夸（Malaqua）部落和马塞赫（Masege）领导的奥罗内（Orone）部落。经过艰难的战斗，1404年，贝当古首先征服了阿加纳和伊帕兰。但剩下的两个部落反抗十分顽强，直到德贝当古的侄子马西奥·德贝当古继承其位后也未能成功征服他们。大约80年之后才由当地的殖民封建领主埃尔南·佩拉萨完成了岛屿全境的征服。因此，贝当古并未完全征服戈梅拉岛。

### 耶罗岛的征服
1405年，贝当古在耶罗岛的巴伊亚-德纳奥斯登陆，他发现该岛面积较小，人口稀少，几乎可以不战而胜。而且贝当古还刚好遇到了一个千载难逢的机会，岛上的部落领袖阿尔米切（Armiche）之前被欧洲的海盗掳走，目前暂由其弟阿热隆（Augerón）领导当地的原住民。阿热隆希望贝当古做他们的中介人去谈判以救回阿尔米切。贝当古假意答应了这一要求，并和阿热隆签订了友好盟约。当阿热隆和他的所有岛民来到海滩上迎接领袖归来的时候，贝当古对他们发动了进攻，夺走了他们的财物，并将他们奴役。

### 其余岛屿
经过近4年的努力，德贝当古征服了加那利群岛中的一半岛屿。他还企图在1405年10月攻克大加那利岛，但未获成功。此外，他试图攻占拉帕尔玛岛的行动也失败了。大加那利、拉帕尔玛和特内里费岛后来在15世纪末被西班牙军人阿隆索·费尔南德斯·德卢戈（Alonso Fernández de Lugo）所征服。对加那利群岛的征服使当地的关切人的文明遭到了毁灭，许多原住民死亡或被奴役，其他的也逐渐与欧洲人同化。

## 征服加那利以后
1406年12月15日，德贝当古回到了欧洲，由于成功的殖民行动，他从一个靠变卖财产和借贷筹资出海的穷人变成了一位富有的探险英雄。他通过之前和卡斯蒂利亚王国签订和援助条款，成功夺取了他的同伴德拉萨莱对岛屿的统治权。后来德贝当古将自己对耶罗岛和兰萨罗特岛的统治权传给了自己的侄子马西奥·德贝当古。为了稳定统治，马西奥娶了前兰萨罗特岛原住民部落领袖瓜达尔菲亚的女儿特吉塞（Teguise）为妻，并将兰萨罗特岛的临时首府以她之名命名。但在1415年，卡斯蒂利亚王国宣布剥夺了德贝当古的统治权。1418年10月17日，德贝当古的侄子马西奥将岛屿出售。1419年5月16日，德贝当古宣布效忠于英格兰国王亨利五世。由于他为基督教成功传播所做的贡献，他还得以觐见教皇英诺森七世。1425年，德贝当古在自己的出生地格兰维尔-代尔因病去世。随他一起探险过的牧师让·勒韦里耶主持了他的葬礼，并为其在家乡的一处教堂下葬。

## 贝当古的名字
今天，贝当古（Betancourt）以及各种该名字的变形在加那利群岛居民和加那利血统的人群中十分常见。虽然他死后无嗣，但接任他领主之位的侄子马西奥·德贝当古（Maciot de Béthencourt）生有子嗣，而且当时很多原住民洗礼后也使用了他的名字作为后缀。他的这些后裔们包括前哥伦比亚总统贝利萨里奥·贝坦库尔·夸尔塔斯、前委内瑞拉总统罗慕洛·贝坦科尔特，以及天主教会的圣徒伯多祿·德·貝當古等。近现代的名人是德贝当古后裔的也不在少数，如哥伦比亚棒球运动员拉斐爾·貝當古、葡萄牙出生的美国音乐家努诺·贝当古、哥伦比亚籍法国裔政治家英格丽德·贝当古，以及法国政治家安德烈·贝当古等。